# Верхняя Серебрянка
Верхняя Серебрянка — село в Ровеньском районе Белгородской области России. Административный центр Верхнесеребрянского сельского поселения.

## География
Село расположено в юго-восточной части Белгородской области, близ границы с Украиной, на истоке малой реки Серебрянки, в 8,22 км к юго-востоку по прямой от Ровенёк, районного центра. Ближайшие населённые пункты: село Нижняя Серебрянка в 2,11 км западнее (ниже по руслу Серебрянки).

## История
Хутор Верхняя Серебрянка был образован в начале XVIII века.
В 1859 году — Острогожского уезда «хутор казенный Верхне-Серебрянск (Верх-Серебрянка) при овраге Верхнем Серебрянском» «по правую сторону тракта Новочеркасского».
В 1861 году встречается первое упоминание о существовании в селе церковно-приходской школы.
в 1876 году, благодаря активному участию священника отца Барабина, в слободе Верхняя Серебрянка была открыта земская начальная школа.
С июля 1928 года слобода Верхняя Серебрянка — центр Верхне-Серебрянского сельского совета (одна слобода) в Ровеньском районе.
В 1950—1970-е годы в Верхнесеребрянском сельсовете — два села и хутор Ямки.
В 1997 году село Верхняя Серебрянка — центр Верхнесеребрянского сельского округа (2 села и хутор Ямки) в Ровеньском районе.

## Население
В 1859 году по данным переписи на хуторе — 154 двора, 1221 житель (609 мужского и 612 женского пола).
В 1931 году в слободе Верхней Серебрянке — 2384 жителя.
На 17 января 1979 года в селе Верхней Серебрянке — 883 жителя, на 12 января 1989 года — 811 (367 мужчин, 444 женщины).
В 1997 году в селе учтено 289 домовладений, 877 жителей.
| 1859 | 1897  | 2002 | 2010 |
| ---- | ----- | ---- | ---- |
| 1221 | ↗1568 | ↘856 | ↘844 |

## Инфраструктура
По состоянию на начало 1990-х годов в селе Верхней Серебрянке находилась центральная усадьба колхоза «40 лет Октября», занятого растениеводством и животноводством (в 1992 году — 384 колхозника).